# Нова-Пец
Нова-Печ (чеш. Nová Pec) — село на юге Чехии, в составе района Прахатице Южночешского края. Население составляет 429 человек (2021).

## География
Нова Печ находится на обоих берегах Влтавы. К юго-востоку находится водохранилище Липно. По периметру села проходит государственная граница с Австрией и Германией. На границе с Австрией находится гора Плехи высотой 1378 м.
Рядом находится озеро Плешне и следующие природные памятники:
- Озёрный луг[чеш.]
- Троймезна гора[чеш.]
- Влтавский луг[чеш.]

## История
Первое письменное упоминание о селе датируется 1720 годом. В 1892 году в село подведена железная дорога. Нынешняя железнодорожная станция Нова Пец до 1964 года называлась железнодорожной станцией Зелнава. В прошлом в селе, вероятно, были колесные печи, о чем свидетельствует герб села и флаг.

## Достопримечательности
- Памятник Адальберту Штифтеру.
- Канал Шварценберг[чеш.].